# Mika Mettler
Mika Mettler (* 7. Februar 2001 in Lachen SZ) ist ein Schweizer Fussballspieler.

## Karriere
Mettler spielte in seiner Jugend beim Schwyzer Club Tuggen und beim Glarner FC Linth 04, bevor er in die Jugendabteilung des FC St. Gallen wechselte. Dort wechselte er 2018 aus der U-17 zur zweiten Mannschaft des FC Wil. Zu Beginn der Saison 2020/21 wurde Mettler mit einem Vertrag bis Ende Saison mit einer Option auf Verlängerung ausgestattet. Sein Debüt feierte Mettler im November 2020 beim 1:1-Unentschieden gegen den FC Schaffhausen. Er spielte über 90 Minuten. Zum Jahresende 2021/22 wechselte Mettler zum USV Eschen-Mauren nach Liechtenstein. 2023 wechselte er zum SC Brühl St. Gallen.